# Rita Simons
Rita Joanne Simons (Londra, 10 marzo 1977) è un'attrice, cantante e modella britannica, nota per aver interpretato Roxy Mitchell nella soap EastEnders opera della BBC dal 2007 al 2017, fino a quando il suo personaggio fu ucciso. Per la sua performance nello show, Simons ha ricevuto numerosi riconoscimenti, tra cui il National Television Awards 2008 come Attrice esordiente più popolare. Il 12 novembre 2018, Simons ha confermato la partecipazione alla serie I'm a Celebrity ... Get Me Out of Here !.

## Biografia
Nata da Susan (nèe Franks) e Mark Simons. Entrambi i suoi genitori sono Ebrei. Ha un fratello maggiore, Ben.
Con il matrimonio di sua zia paterna, diventa la nipote dell'uomo d'affari miliardario Lord Sugar, noto per la sua apparizione al reality della BBC, The Apprentice.
Nell'agosto del 2004, sposò il parrucchiere Theo Silveston, che incontrò attraverso un'amica quando aveva 19 anni. Hanno due figlie gemelle.
È la migliore amica della co-star Samantha Womack, che ha interpretato sua sorella Ronnie Mitchell.
Nel marzo 2008, la rivista The Sun riporta la notizia che all'attrice è stata diagnosticata la scoliosi, che fa piegare la colonna vertebrale da un lato all'altro, ed è la ragione per cui è più bassa di due pollici rispetto a quella che dovrebbe essere la sua statura.
Nel luglio 2018, ha rivelato di soffrire di ADHD, OCD, ansia e insonnia.

## Carriera

### Musica
Prima della sua carriera da attrice, Simons era nella band Girls@Play, che ha composto diversi singoli di successo prima di sciogliersi. Le loro canzoni includevano "Airhead" e una cover di "Respectable" di Mel e Kim. In seguito si unì ad un altro gruppo chiamato Charli con altri tre membri, tra cui Shar delle Ragazze Paradiso, e pubblicò un singolo intitolato "Feel Me".

### Recitazione
Ha partecipato a Sky 1 nel dramma Dream Team (2002) e Mile High (2003, come Hannah), così come nel dramma ITV London's Burning.
L'11 maggio 2007, fu annunciato che si sarebbe unita al cast di EastEnders come Roxy Mitchell, accanto a Samantha Womack che ha interpretato la sorella di Roxy, Ronnie Mitchell. Del suo ruolo, Simons ha detto: "Ho sempre guardato EastEnders ed è stato il mio sogno diventare parte della famiglia Mitchell".
Nel 2015 lascio temporaneamente la soap dal 1º gennaio al 4 maggio 2016, permettendo all'attrice di prendere parte a una pantomima di Biancaneve al Marlowe Theatre di Canterbury, durante il periodo di Natale e Capodanno 2015/16. Nell'agosto 2016 Simons lasciò EastEnders insieme a Samantha Womack per poi ritornarci con una trama "esplosiva" nel 2017. Il suo personaggio Roxy Mitchell annegò in piscina in un episodio trasmesso il giorno di Capodanno del 2017, insieme a sua sorella Ronnie.
Apparì nel ruolo di Paulette Bonafonte nel tour del Regno Unito del 2017-18 di Legally Blonde: the Musical.

## Volontariato
Nel dicembre 2009, ha visitato la sua vecchia scuola secondaria, Watford Grammar School for Girls, per aprire la fiera di Natale.
Nel dicembre 2010, lanciò il RNID Christmas Concert annunciando la sordità della figlia di cinque anni Maiya
Nel luglio 2011, ha tenuto una sessione di autografi alla fiera estiva della scuola elementare di San Nicola a Elstree.
Nel dicembre 2011, Simons ha partecipato al concerto annuale di Action on Hearing Loss insieme al sindaco di Camden.
È apparsa in un episodio della Little Star di Little Star, trasmesso il 1 ° aprile 2015, vincendo 13.000 sterline per beneficenza.

## Riconoscimenti
| Anno | Premio                             | Categoria                                         | Risultato            |
| ---- | ---------------------------------- | ------------------------------------------------- | -------------------- |
| 2008 | 2008 National Television Awards    | Most Popular Newcomer                             | Vincitore/trice      |
| 2008 | 2008 Inside Soap Awards            | Best Newcomer                                     | Vincitore/trice      |
| 2008 | 2008 Digital Spy Soap Awards       | Best Newcomer                                     | Vincitore/trice      |
| 2008 | 2008 Digital Spy Soap Awards       | Best On-Screen Partnership (with Samantha Janus)  | Vincitore/trice      |
| 2008 | 2008 TV Now Awards                 | Favourite Newcomer to Irish (with Samantha Janus) | Vincitore/trice      |
| 2008 | 2008 British Soap Awards           | Best Newcomer                                     | Candidato/a          |
| 2008 | 2008 British Soap Awards           | Best On-Screen Partnership (with Samantha Janus)  | Candidato/a          |
| 2008 | 2008 British Soap Awards           | Sexiest Female                                    | Candidato/a          |
| 2008 | 2008 TV Quick and TV Choice Awards | Best Newcomer                                     | Candidato/a          |
| 2009 | 2009 All About Soap Bubble Awards  | Fatal Attraction (with Robert Kazinsky)           | Candidato/a          |
| 2009 | 2009 TV Now Awards                 | Favourite Female Soap Star                        | Candidato/a          |
| 2011 | 2011 British Soap Awards           | Sexiest Female                                    | Template:Shortlisted |